# Chadefaudiella
Chadefaudiella är ett släkte av svampar. Chadefaudiella ingår i familjen Chadefaudiellaceae, ordningen Microascales, klassen Sordariomycetes, divisionen sporsäcksvampar och riket svampar.
| Chadefaudiella | \| \| Chadefaudiella thomasii \| \| \| \| \| \| Chadefaudiella quezelii \| \| \| \| |
|                | \| \| Chadefaudiella thomasii \| \| \| \| \| \| Chadefaudiella quezelii \| \| \| \| |
|                | Faurelina                                                                           |
|                |                                                                                     |
|                | Chadefaudiella thomasii                                                             |
|                |                                                                                     |
|                | Chadefaudiella quezelii                                                             |
|                |                                                                                     |

|  | Chadefaudiella thomasii |
|  |                         |
|  | Chadefaudiella quezelii |
|  |                         |